# Premier ministre d'Arménie
Le Premier ministre d'Arménie est le chef du gouvernement arménien, et doit, d'après la Constitution arménienne, « veiller sur les activités quotidiennes du gouvernement [et] coordonner les travaux des ministres ». Depuis 2018, le Premier ministre est élu par l'Assemblée nationale. Le Premier ministre peut être destitué par une motion de censure de l'Assemblée nationale. Enfin, le Premier ministre détient, depuis 2018, et à la suite d'une réforme de la constitution, adoptée en 2015, l'essentiel du pouvoir exécutif. En effet, le poste de président de la République est devenu largement honorifique depuis le passage à cette date d'un régime semi-présidentiel à un régime parlementaire.
Nikol Pachinian est le Premier ministre depuis le 8 mai 2018.

## Histoire
Le poste de Premier ministre a été établi pour la première fois en 1918 avec la fondation de la République d'Arménie. Il a été supprimé quand l'Arménie a été annexée par l'Union des républiques socialistes soviétiques. Quand l'Arménie a regagné son indépendance, le poste de Premier ministre a été réintroduit.

## Nomination
La nomination du Premier ministre est régie par l'article 149 de la constitution, texte fortement imprégné de parlementarisme rationalisé. À la suite des élections législatives, le parti ou la coalition ayant réuni une majorité qualifiée de 54 % des sièges à l'Assemblée nationale nomme un candidat que le président n'a pas la possibilité de refuser.

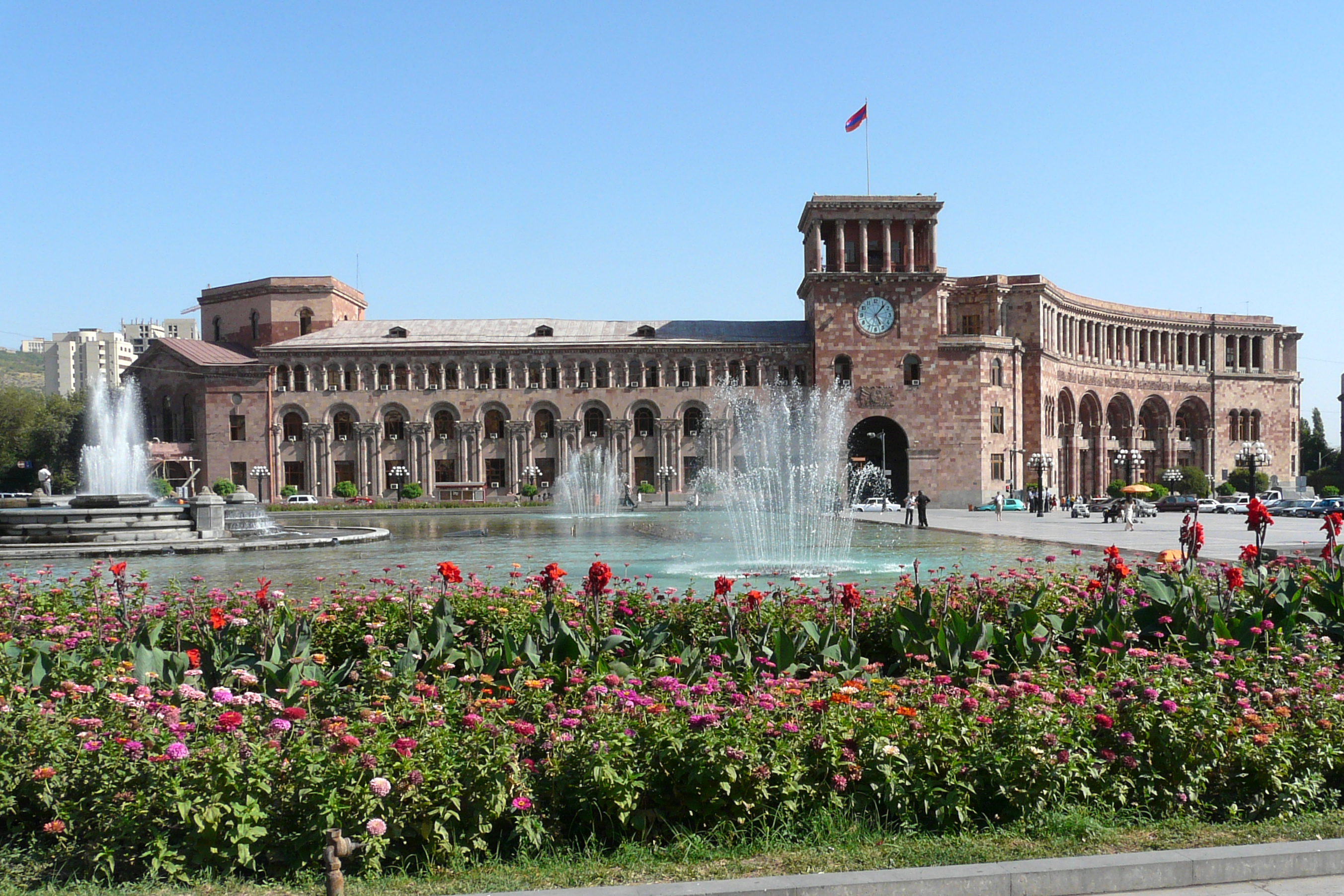
Résidence du Premier ministre.

Une réforme, décrite ci-dessous et entrée en vigueur en 2018, soit un an après le début de la législature en cours, a été utilisée pour élire directement un Premier ministre. Dans le cas d'une vacance du poste pour démission pour laquelle le Premier ministre démissionnaire renonce à rester en poste, ou tout autre raison, le premier vice-Premier ministre assure l'intérim. Le cas échéant, le Premier ministre démissionnaire assure l'intérim. Les partis composant l'Assemblée nationale doivent nommer leurs candidats et élire l'un d'entre eux à main levée et à la majorité absolue du total des membres dans les sept jours qui suivent. En cas d'échec, seuls les candidats nommés par au moins un tiers des députés peuvent se présenter lors d'un second vote organisé sept jours plus tard, toujours à la majorité absolue du total des membres.
Si ce second vote s'avère à son tour infructueux, l'assemblée nationale est de droit dissoute, et des élections législatives anticipées doivent être organisées dans les trente à quarante cinq jours suivant la dissolution, en accord avec l'article 92 de la constitution,.

## Formation du gouvernement
L'article 150 donne cinq jours au Premier ministre pour présenter son gouvernement au président, qui peut soit l'approuver, soit demander son avis au Conseil constitutionnel dans les trois jours qui suivent. Ce dernier doit examiner les candidatures mises en cause et donner son verdict sous cinq jours. Passés ces délais, en l'absence de décisions de la part du président ou  du conseil, les membres du gouvernement sont nommés de droit.
Dans les vingt jours qui suivent, en accord avec l'article 151 de la constitution, Le Premier ministre soumet le programme de son gouvernement à un vote de confiance de l'assemblée, qui dispose de sept jours pour l'approuver ou non à la majorité absolue du total de ses membres. En cas de vote négatif, il est procédé au vote d'un nouveau Premier ministre en accord avec l'article 149. Si aucun nouveau Premier ministre n'est élu, l'assemblée est dissoute. Si un nouveau Premier ministre est élu mais échoue à son tour à se faire voter la confiance, l'assemblée est dissoute. Si le Premier ministre à l'origine de la tentative initiale doit sa nomination à une procédure de motion de censure, l'assemblée est dissoute.

## Motion de censure
Une motion de censure peut être soumise à votation à l'assemblée nationale par un minimum d'un tiers des députés, au minimum un an après la nomination du Premier ministre en exercice. Il s'agit ici d'une motion de censure constructive, la motion ne pouvant être présentée qu'à la condition d'être accompagnée d'une proposition de nomination d'un remplaçant au poste de Premier ministre. Le cas échéant, la motion est soumise au vote dans un délai de quarante huit à soixante douze heures suivant son dépôt. Elle n'est adoptée qu'à la condition de réunir la majorité absolue du total de députés composant l'assemblée, le vote ayant lieu à main levée. 
Une motion de censure réunissant ces conditions entraîne automatiquement la démission du Premier ministre en exercice et la nomination à son poste du remplaçant prévu dans la motion. En cas d'échec, une nouvelle motion ne peut être proposée avant que ne soit passé un délai de six mois. De même, une motion de censure ne peut être proposée si l'état d'urgence ou la loi martiale sont en vigueur.

## Sources